# Cosmopterix amalthea
Cosmopterix amalthea là một loài bướm đêm thuộc họ Cosmopterigidae. Nó được tìm thấy ở Cuba.
Con trưởng thành được sưu tập vào tháng 7. Sải cánh con đực 3,5 mm..